# (26012) Sanborn
(26012) Sanborn es un asteroide perteneciente al cinturón de asteroides, descubierto el 24 de marzo de 2001 por el equipo del Lowell Observatory Near-Earth-Object Search desde la Estación Anderson Mesa (condado de Coconino, cerca de Flagstaff, Arizona, Estados Unidos).

## Designación y nombre
Designado provisionalmente como 2001 FG148. Fue nombrado  por Jason Sanborn (n. 1975), quien es Gerente de Operaciones Nocturnas del Observatorio Lowell, lidera los equipos de operaciones nocturnas del Telescopio Discovery Channel (DCT) y del Interferómetro Óptico de Precisión Naval (NPOI). Jason se desempeñó como Operador del DCT, Observador del NPOI y Observador de LONEOS.

## Características orbitales
Sanborn está situado a una distancia media del Sol de 2,644 ua, pudiendo alejarse hasta 2,966 ua y acercarse hasta 2,322 ua. Su excentricidad es 0,122 y la inclinación orbital 14,014 grados. Emplea 1570,66 días en completar una órbita alrededor del Sol.
Pertenece a la familia de asteroides de (170) Maria.

## Características físicas
La magnitud absoluta de Sanborn es 14,23. Tiene 4,501 km de diámetro y su albedo se estima en 0,240.